# قرطبة (مقاطعة إسبانية)
مقاطعة قرطبة (بالإسبانية: Córdoba، كـوردوبا) هي مقاطعة تقع في جنوب إسبانيا، وفي النصف الشمالي من منطقة أندلوسيا ذات الحكم الذاتي. وتحيط بها المقاطعات مالقة وإشبيلية وبطليوس وثيوداد ريال وخاين وغرناطة. ومساحتها 13,769 كم². أنشأت تلك المقاطعة حسب المرسوم الملكي لقانون تقسيم أقاليم إسبانيا 1833 ومعها 48 مقاطعة أخرى. عاصمتها هي مدينة قرطبة، تنقسم المقاطعة إلى 75 بلدية.

## الجغرافيا
تقع مقاطعة قرطبة في جنوب إسبانيا تحدها من الشمال مقاطعة بطليوس ومقاطعة ثيوداد ريال، ومن الجنوب مقاطعة غرناطة ومقاطعة مالقة، ومن الشرق مقاطعة خاين، ومن الغرب مقاطعة إشبيلية.
تبلغ مساحة مقاطعة قرطبة 13.550 كم².

## الديموغرافيا
يبلغ عدد سكان مقاطعة قرطبة 805.857 نسمة عام 2011 (وفقاً للمعهد الوطني للإحصاء الإسباني).
فيما يلي قائمة أكبر البلديات من حيث عدد السكان (بتاريخ 1 يناير 2011):
1. قرطبة 328.659 نسمة
2. لـوثينا 42.560 نسمة
3. قنطرة شنيل 30.424 نسمة
4. مونتيا 23.870 نسمة
5. بريغو دي قرطبة 23.528 نسمة
6. بالما ديل ريو 21.537 نسمة
7. قبرة 21.188 نسمة
8. بيانة 21.028 نسمة
9. بوثوبلانكو 17.735 نسمة
10. أغيلار دي لا فرونتيرا 13.654 نسمة

## أعلام
- ألبيرتو توريل
- جوزيف دي لا فيغا
- روزا غودوي